# Jessica Galová
Jessica Shelley Isabel Gal (* 6. července 1971 Amsterdam, Nizozemsko) je bývalá reprezentantka Nizozemska v judu.

## Sportovní kariéra
Narodila se do multikulturní rodiny — matka Američanka a otec Maďar. Judu se věnovala od 6 let po vzoru své starší sestry Jenny. Mezi seniorkami se představila již ve 14 letech na mistrovství Evropy. V roce 1988 se účastnila olympijských her v Soulu, kde bylo ženské judo prezentováno jako ukázková sportovní disciplína. Obsadila 7. místo.
V roce 1992 se účastnila premiéry ženského juda olympijských hrách v Barceloně. V té době však válčila s váhou a nevyladila optimálně formu, obsadila 5. místo.
V roce 1996 přišlo opět velké zklamání, když na olympijských hrách v Atlantě doplatila na nepříznivý los, který jí v prvním kole přidělil za soupeřku Kubánku González. V následujících letech se soustředila na dokončení studia medicíny, ale dokázala se vrátit před olympijskou sezonou 2000. Její poslední účast na olympijských hrách v Sydney však dopadla opět nezdarem. Vzápětí ukončila sportovní kariéru. Věnuje se sportovní medicíně.[zdroj⁠?!]

## Výsledky
| Turnaj             | 1985            | 1986            | 1987            | 1988            | 1989            | 1990        | 1991        | 1992        | 1993       | 1994       | 1995       | 1996       | 1997       | 1998       | 1999       | 2000       |
| Turnaj             | 14              | 15              | 16              | 17              | 18              | 19          | 20          | 21          | 22         | 23         | 24         | 25         | 26         | 27         | 28         | 29         |
| Turnaj             | superlehká váha | superlehká váha | superlehká váha | superlehká váha | superlehká váha | pololehká v | pololehká v | pololehká v | lehká váha | lehká váha | lehká váha | lehká váha | lehká váha | lehká váha | lehká váha | lehká váha |
| ------------------ | --------------- | --------------- | --------------- | --------------- | --------------- | ----------- | ----------- | ----------- | ---------- | ---------- | ---------- | ---------- | ---------- | ---------- | ---------- | ---------- |
| Olympijské hry     |                 |                 |                 |                 |                 |             |             | 5.          |            |            |            | úč.        |            |            |            | úč.        |
| Mistrovství světa  |                 | —               | 3.              |                 | 3.              |             | 5.          |             | 3.         |            | úč.        |            | —          |            | 3.         |            |
| Mistrovství Evropy | 5.              | —               | —               | 1.              | —               | 7.          | 1.          | 2.          | —          | 1.         | 3.         | 1.         | 5.         | —          | —          | 3.         |
| ME juniorů         |                 | 3.              | 1.              | 1.              | 1.              |             |             |             |            |            |            |            |            |            |            |            |